# ハードフロア
ハードフロア（Hardfloor）は、ドイツのテクノ、アシッド・ハウスユニットである。メンバーはオリヴァー・ボンツィオ（Oliver Bondzio）とラモン・ツェンカー（Ramon Zenker）の2名。
日本での通称は「ドフロアー」「アシッド鬼将軍」等。背の高いオリヴァーと小柄なラモンの組み合わせであることから、一部メディアの記事では「テクノ界のオール阪神巨人」とも評された。
1980年代後半に誕生したアシッド・ハウスのシーンから約5年後、移り変わりの激しかった当時のダンス・ミュージック界において、再びアシッドをメインストリームに引っ張り出した二人組である。
オリジナルなシカゴ製アシッド・ハウスのスタイルをさらに進化させ、次世代のアシッド・ハウスを開拓。これがシーンに大きな衝撃を与え、1993年にアシッド・ハウス・リバイバルと称された一大ムーブメントへと発展した。
過去のアシッド・ハウスによって発明されたローランド・TB-303の使い方（本来メーカーが想定していたベース音シミュレーションではなく、レゾナンスを持ち上げた際に発せられる奇怪な音色を曲のメインに据えた奏法）の基本を受け継ぎつつ、その音色にギター用のディストーション・エフェクトをかけ歪ませたり、2台の303のシーケンスが有機的に絡み合い、長い展開の中でジワジワとテンションを上げ、中盤の長いブレイクを経て後半にかけ一気に爆発的に盛り上がるという、独特の新しいアシッド・スタイルを披露した。また、リズムに関しても特徴的で、TR-909などを駆使し、当時の縦ノリ中心のテクノでは比較的珍しかったシャッフル（跳ねのリズム）にこだわったビート作りを行っていた。TB-303の再々評価と共に、彼らの手法は他のアーティストへも影響を与え、数多くのフォロワーを生んでいる。
もっとも、ディストーション・エフェクトはライク・ア・ティム、2台以上のTB-303を同時に絡める手法はリッチー・ホウティンがオリジネイターであるのだが（これらはハードフロア本人らも認めている）、それらを取り込み、さらにハードフロア独自のスタイルを確立、それが世に広く影響を与えた事は、当時のシーンを知る者の誰もが認めるところであるといえよう。これを切っ掛けに国内外でのTB-303の中古価格が爆発的に上昇したという、電子楽器業界では有名なエピソードもある。
作品としては特に1993年にリリースされた『TBリサシテイション』（TB蘇生、という意味）が有名である。ここで言うTBは、TB-303のことを指す。他にも、ドイツのハートハウスからリリースされた「Acperience」シリーズも代表作である。この作品はレーベルとの契約内容の都合、ハードフロアにはほとんど利益が入っていない。
ハートハウスでのリリース（ライジング・ハイ、日本ではソニーがライセンスを獲得していた）を経て、現在は自身らの名を冠したプライベート・レーベルを中心に作品をリリースし続けている。
また、ジャンルを問わず膨大な数の楽曲のリミックスを手がけていることでも知られる。日本のミュージシャンでも、演歌歌手の瀧勝からビジュアル系のBUCK-TICKまで幅広く担当している。
名前の由来は、かつてある日にハードコアな曲をプレイしていたオリヴァーと、その次にプレイしたDJが対照的にダンス・フロアものをかけていた事から、彼の友人がオリヴァーに「俺がDJするんなら、両方混ざったハードフロアをかける」と語ったというエピソードをオリヴァーが覚えており、その響きが面白かったことから後にグループ名に使用したのだという。
また、オリヴァー・ボンツィオとラモン・ツェンカーの2人は様々な変名ユニット/ソロ・プロジェクトを持つことで知られている（Phenomania、Exit EEE、Interactive、Mega'Lo Mania、Perplexer、Bellini、Low Budget、Techno Trash、Da Damn Phreak Noize Phunk、Ad Hoc、Zen-Kei、等々）。
パープレクサー（Perplexer）や、ベリーニ（Bellini）「サンバDEジャネイロ」ではワールドヒットも出している。

## ディスコグラフィ

### スタジオ・アルバム
- 『TBリサシテイション』 - TB Resuscitation (1993年、Harthouse)
- 『リスペクト』 - Respect (1994年、Harthouse)
- 『ホームラン』 - Home Run (1996年、Harthouse)
- 『オール・ターゲッツ・ダウン』 - All Targets Down (1998年、Harthouse)
- So What?! (2000年、Harthouse)
- 4 Out Of 5 Aliens Recommend This (2005年、www.hardfloor.de)
- Compiler 1.0 (2006年、www.hardfloor.de)
- The Life We Choose (2007年、www.hardfloor.de)
- 『トゥーガイズ スリーボックス』 - Two Guys Three Boxes (2010年、www.hardfloor.de)
- 『THE ART OF ACID』 - The Art Of Acid (2014年、www.hardfloor.de)
- 『The Business Of Basslines』 - The Business Of Basslines (2017年、www.hardfloor.de)

### コンピレーション・アルバム
- 『ベスト・オブ…』 - The Best Of Hardfloor (1997年、Eye Q)
- 『トゥー・ディケイズ・オブ・ハードフロアー』 - Two Decades Of Hardfloor (20) (2011年、www.hardfloor.de)

### ダダムンフリークノイズファンク名義
- Electric Crate Digger (1999年、Studio !K7)
- 『テイク・オフ・ダ・ホット・セーター』 - Take Off Da Hot Sweater (2002年、Combination)
- Lost & Found (2003年、Combination)
- 『チアリーダーズ・アー・スマイリン・アット・ユー』 - The Chearleaders Are Smilin' At You (2009年、Mole Listening Pearls)

### ミックス・アルバム
- Hardfloor presents X-MIX: Jack The Box (1998年、Studio K7)
- Our Acid Experience (2006年、www.hardfloor.de) ※HMVジャパン15周年記念の限定盤としても発売された
- Tales Of The Unexpected 3 - Mixed By Hardfloor (2008年、Platipus)